# 学者メシ
『学者メシ』（がくしゃメシ）は、Audibleで配信されるラジオ番組。

## 概要
2024年7月19日開始。コンセプトは「メシを通して世界が見える」。ニュース番組や新聞でよく見聞きするけれどよくわからない内容を、内容にちなんだ料理を食しながら、専門家にかみ砕いて教えてもらう。呂布カルマと紗倉まながホストを務め、収録もスタジオではなく料理店で行っている。原則毎週金曜日 朝8:00更新。1回の収録時間は約40分。

## 出演者
配信サイトではナレーターと紹介。
- 呂布カルマ
- 紗倉まな

## スタッフ
- 制作（配信サイトでは著者名義）：TBS GLOWDIA
- 制作著作：AmazonAudible

## 出演ゲスト一覧
| 放送回   | 放送日                 | ゲスト                                                       | テーマ                           | 飲食店                                     |
| -------- | ---------------------- | ------------------------------------------------------------ | -------------------------------- | ------------------------------------------ |
| Ep.25-26 | 2025/02/28、03/07      | 千葉大学教授・酒井啓子                                       | イチから学ぶクルド人問題         | Byblos Lebanese restaurant（東京・浜松町） |
| Ep.23-24 | 2025/02/14、02/21      | 東京外国語大学准教授・舛方周一郎                             | “未来の大国”ブラジルの今         | アウボラーダ（東京・吉祥寺）               |
| Ep.21-22 | 2025/01/31、02/07      | 大妻女子大学文学部コミュニケーション文化学科准教授・松田春香 | 混乱の韓国政治                   | 民俗村（東京・新大久保）                   |
| Ep.19-20 | 2025/01/17、01/24      | 上智大学総合グローバル学部教授・前嶋和弘                     | トランプ大統領のアメリカ合衆国   | ソウルフードハウス（麻布十番）             |
| Ep.17-18 | 2024/12/27、2025/01/10 | ライター・木村文                                             | カンボジア最新事情               | バイヨン（神楽坂）                         |
| Ep.15-16 | 2024/12/13、12/20      | ノンフィクション作家・高野秀行                               | 世界の辺境                       | ノング インレイ（高田馬場）                |
| Ep.13-14 | 2024/11/29、12/06      | 立教大学異文化コミュニケーション学部准教授・日下部尚徳       | 実は身近なバングラデシュ最新事情 | LAILY（池袋）                              |
| Ep.11-12 | 2024/09/27、10/04      | 岸壁幼魚採集家・鈴木香里武                                   | 魚と食文化                       | 西新宿 魚たか（新宿）                      |
| Ep.9-10  | 2024/09/13、09/20      | 社会学者・阿古智子                                           | 中華人民共和国                   | 三休・ハラール・ジャパニーズフード（湯島） |
| Ep.7-8   | 2024/08/30、09/06      | エコノミスト・崔真淑                                         | 円安と物価高                     | 兄夫食堂（赤坂）                           |
| Ep.5-6   | 2024/08/16、08/23      | ライター・室橋裕和                                           | 日本で暮らすアジア人             | MOMO（新大久保）                           |
| Ep.3-4   | 2024/08/02、08/09      | 軍事アナリスト・小泉悠                                       | ロシアとウクライナ               | Good Time 東京赤坂（赤坂）                 |
| Ep.1-2   | 2024/07/19、07/26      | 国際政治学者・高橋和夫                                       | パレスチナ問題                   | アルアイン（六本木）                       |